# لا مات (پنسیلوانیا)
لا مات (به انگلیسی: La Mott) یک منطقهٔ مسکونی در ایالات متحده آمریکا است که در پنسیلوانیا واقع شده‌است. لا مات ۳٬۵۵۴ نفر جمعیت دارد و ۷۰٫۱ متر بالاتر از سطح دریا واقع شده‌است.